# Chalcothore
Chalcothore là một chi chuồn chuồn kim thuộc họ Polythoridae.

## Các loài
Chi này có các loài sau:
- Chalcothore montgomeryi